# Limnophora elegans
Limnophora elegans este o specie de muște din genul Limnophora, familia Muscidae, descrisă de Macquart în anul 1843.
Este endemică în Guyana. Conform Catalogue of Life specia Limnophora elegans nu are subspecii cunoscute.